# Maločetinaši
Maločetinaši su podrazred koji pripadaju koljenu kolutićavaca. Naseljavaju more, kopnene vode i kopno. Tijelo im je jednoliko kolutićavo cijelom dužinom. Na kolutićima se nalaze četine. Epiderma sa žljezdanim stanicama stvara kutikulu, ispod nje su slojevi prstenastih i uzdužnih mišića, čijim naizmjeničnim stezanjem maločetinaši pužu i ruju u tlu. Građa celoma, optjecajnog, ekskrecijskog i živčanog sustava odgovara općem planu građe kolutićavaca. Fotoreceptori, kemijska i mehanička osjetila raspoređena su po cijelom tijelu. Većina maločetinaša hrani se organskom tvari iz sedimenta koji gutaju dok ruju. Prohodno probavilo čini cijev razdijeljena na ždrijelo, jednjak i želudac te dugačko crijevo čiji prednji dio luči enzime za probavu, a stražnji dio služi za apsorpciju hranjivih tvari.

## Razmnožavanje
Većinom su dvospolci. Iako se mogu razmnožavati nespolno poprečnim dijeljenjem, uglavnom to obavljaju spolno. Sjemenici i jajnici smješteni su u prednjim - takozvanim spolnim kolutićima tijela. Pojas ima važnu ulogu u razmnožavanju jer žljezdano tkivo pojasa stvara sluz kojom su maločetinaši obavijeni tijekom kopulacije i izmjene spermija. Nakon odvajanja jedinki, žljezdano tkivo luči ovoj kokona u kojem se vrši oplodnja i embrionalni razvitak maločetinaša. Kopnene vrste kokone polažu u tlo, a vodene vrste na dnu ili u vegetaciji. Iz kokona izlaze mlade jedinke.
U Hrvatskoj je najpoznatija kopnena vrsta obična gujavica (Lumbricus terrestris), a vrsta koja živi u muljevitim vodama jest crvena glibnjača (Tubifex tubifex)